# André Gaillard (architecte)
Pour les articles homonymes, voir Gaillard et André Gaillard.
André Gaillard, né le 22 octobre 1921 à La Chaux-de-Fonds et mort le 13 novembre 2010 à Genève, est un architecte suisse. Il participe à la création de villes nouvelles ou de stations balnéaires ou de sports d'hiver (Suisse, Espagne, Caraïbes…). Bien que travaillant avec beaucoup d'architectes, son plus proche partenaire reste son frère, Francis. Son fils, Philippe Gaillard, est également architecte.

## Biographie
Étudiant dans sa ville natale, puis à Lausanne et enfin Genève, il intègre et est diplômé de l'École d'architecture de l'université genevoise. Il sera d'ailleurs enseignant dans cette école de 1952 à 1969.
Considéré comme une « bête à concours », il remporte 35 prix ou distinctions.
Il est membre de la Fédération des architectes suisses, de la Société suisse des ingénieurs et des architectes (SIA), du Congrès international d'architecture moderne (CIAM)…
Son travail a fait l'objet d'une exposition « Des Alpes à la mer, André Gaillard un architecte des trente glorieuses » à l'École polytechnique fédérale de Lausanne, ainsi qu'une publication Des Alpes à la mer : l'architecture d'André Gaillard aux Presses polytechniques et universitaires romandes, en 2005.

## Réalisations
- Ensemble Numaga, 133 logements (1953-1954), La Chaux-de-Fonds, avec Maurice Cailler. Direction de chantier : Robert-André Meystre[5].
- Station d'Aminona (1960-1978), Mollens-Crans-Montana, avec son frère Francis Gaillard.
- Flaine (1960), Haute-Savoie. Avec Marcel Breuer, architecte du Bauhaus et ses associés Laurent Chappis, Gérard Chervaz, Denys Pradelle[6].
- Éléments urbains de Meyrin (1961-1964).
- Temple Saint-Jean, La Chaux-de-Fonds (1969-1972)
- Bâtiment E du Palais des Nations (1968-1973), assistant l'architecte français Eugène Beaudouin, ainsi qu'Arthur Lozeron, François Bouvier[2].
- Plan des « Provinces françaises » (1973), Maubeuge, réalisé par l'architecte André Lurçat[7].
- Hôtel de ville de Maubeuge réalisée par les architectes André Gaillard (architecte) et Jacques Corbeau ainsi que le plasticien Victor Vasarely, père de l'art optique[8].Mairie de Maubeuge réalisée par les architectes André Gaillard (architecte) et Jacques Corbeau ainsi que le plasticien Victor Vasarely, père de l'art optique.

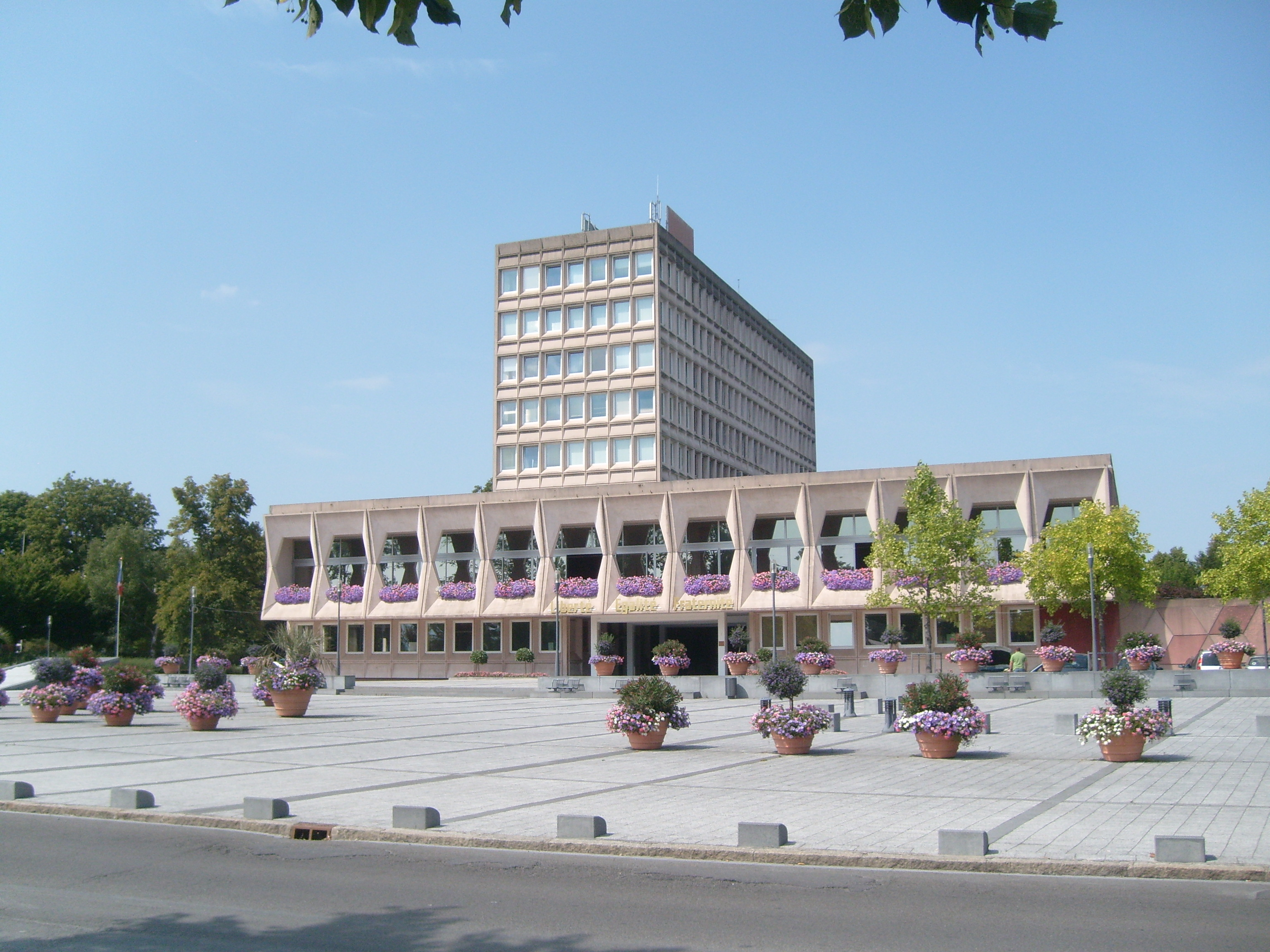
Mairie de Maubeuge réalisée par les architectes André Gaillard (architecte) et Jacques Corbeau ainsi que le plasticien Victor Vasarely, père de l'art optique

### Archives
- Fonds : André Gaillard (1950-1995).  Cote : Acm-EPFL 0143, André Gaillard. Lausanne : Archives de la construction moderne – EPFL (présentation en ligne).